# Cantón de Antibes-Centro
El cantón de Antibes-Centro era una división administrativa francesa que estaba situada en el departamento de Alpes Marítimos y la región de Provenza-Alpes-Costa Azul.

## Composición
El cantón estaba formado por la fracción de una comuna:
- Antibes (fracción)

## Supresión del cantón de Antibes-Centro
En aplicación del Decreto nº 2014-227 de 24 de febrero de 2014, el cantón de Antibes-Centro fue suprimido el 22 de marzo de 2015 y su comuna pasó a formar parte de los nuevos cantones de Antibes-1, Antibes-2 y/o Antibes-3.